# 16.ª etapa do Giro d'Italia de 2019
A 16.ª etapa do Giro d'Italia de 2019 teve lugar a 28 de maio de 2019 entre Lovere e Ponte di Legno sobre um percurso de 194 km e foi vencida pelo ciclista italiano Giulio Ciccone da equipa Trek-Segafredo. O ciclista equatoriano Richard Carapaz da equipa Movistar conservou a Maglia Rosa.
Nesta etapa tinha-se previsto subir pelo Passo Gavia, o qual seria a Cima Coppi do Giro de 2019, mas devido à intensa neve e risco de deslizamentos em dito passo o percurso foi modificado.

## Classificação da etapa
| \| Classificação por etapas \| Classificação por etapas \| Classificação por etapas \| Classificação por etapas \| Classificação por etapas \| \| Ciclista \| Ciclista \| Equipe \| Tempo \| \| \| ------------------------ \| ------------------------ \| --------------------------- \| ------------------------ \| ------------------------ \| \| 1. \| Giulio Ciccone \| Trek-Segafredo \| 5h36m24s \| \| \| 2. \| Jan Hirt \| Astana \| + 0s \| \| \| 3. \| Fausto Masnada \| Androni Giocattoli-Sidermec \| + 1m20s \| \| \| 4. \| Vincenzo Nibali \| Bahrain-Merida \| + 1m41s \| \| \| 5. \| Hugh Carthy \| EF Education First \| + 1m41s \| \| \| 6. \| Richard Carapaz \| Movistar Team \| + 1m41s \| \| \| 7. \| Mikel Landa \| Movistar Team \| + 1m41s \| \| \| 8. \| Joe Dombrowski \| EF Education First \| + 1m41s \| \| \| 9. \| Damiano Caruso \| Bahrain-Merida \| + 1m49s \| \| \| 10. \| Mattia Cattaneo \| Androni Giocattoli-Sidermec \| + 2m03s \| \| |                 |                             |          |
| |                 |                             |          |
| Fonte: ProCyclingStats |                 |                             |          |
| Classificação por etapas |                 |                             |          |
| Ciclista | Ciclista        | Equipe                      | Tempo    |
| 1. | Giulio Ciccone  | Trek-Segafredo              | 5h36m24s |
| 2. | Jan Hirt        | Astana                      | + 0s     |
| 3. | Fausto Masnada  | Androni Giocattoli-Sidermec | + 1m20s  |
| 4. | Vincenzo Nibali | Bahrain-Merida              | + 1m41s  |
| 5. | Hugh Carthy     | EF Education First          | + 1m41s  |
| 6. | Richard Carapaz | Movistar Team               | + 1m41s  |
| 7. | Mikel Landa     | Movistar Team               | + 1m41s  |
| 8. | Joe Dombrowski  | EF Education First          | + 1m41s  |
| 9. | Damiano Caruso  | Bahrain-Merida              | + 1m49s  |
| 10. | Mattia Cattaneo | Androni Giocattoli-Sidermec | + 2m03s  |

## Classificações ao final da etapa

### Classificação geral(Maglia Rosa)
| \| Classificação geral \| Classificação geral \| Classificação geral \| Classificação geral \| Classificação geral \| \| Ciclista \| Ciclista \| Equipe \| Tempo \| \| \| ------------------- \| ------------------- \| ------------------- \| ------------------- \| ------------------- \| \| 1. \| Richard Carapaz \| Movistar Team \| 70h02m05s \| \| \| 2. \| Vincenzo Nibali \| Bahrain-Merida \| + 1m47s \| \| \| 3. \| Primož Roglič \| Team Jumbo-Visma \| + 2m09s \| \| \| 4. \| Mikel Landa \| Movistar Team \| + 3m15s \| \| \| 5. \| Bauke Mollema \| Trek-Segafredo \| + 5m00s \| \| \| 6. \| Rafał Majka \| Bora-Hansgrohe \| + 5m40s \| \| \| 7. \| Miguel Ángel López \| Astana \| + 6m17s \| \| \| 8. \| Simon Yates \| Mitchelton-Scott \| + 6m46s \| \| \| 9. \| Pavel Sivakov \| Team Ineos \| + 7m51s \| \| \| 10. \| Jan Polanc \| UAE Team Emirates \| + 8m06s \| \| |                    |                   |           |
| |                    |                   |           |
| Fonte: ProCyclingStats |                    |                   |           |
| Classificação geral |                    |                   |           |
| Ciclista | Ciclista           | Equipe            | Tempo     |
| 1. | Richard Carapaz    | Movistar Team     | 70h02m05s |
| 2. | Vincenzo Nibali    | Bahrain-Merida    | + 1m47s   |
| 3. | Primož Roglič      | Team Jumbo-Visma  | + 2m09s   |
| 4. | Mikel Landa        | Movistar Team     | + 3m15s   |
| 5. | Bauke Mollema      | Trek-Segafredo    | + 5m00s   |
| 6. | Rafał Majka        | Bora-Hansgrohe    | + 5m40s   |
| 7. | Miguel Ángel López | Astana            | + 6m17s   |
| 8. | Simon Yates        | Mitchelton-Scott  | + 6m46s   |
| 9. | Pavel Sivakov      | Team Ineos        | + 7m51s   |
| 10. | Jan Polanc         | UAE Team Emirates | + 8m06s   |

### Classificação por pontos(Maglia Ciclamino)
| Classificação por pontos | Classificação por pontos | Classificação por pontos    | Classificação por pontos | Classificação por pontos |
| Ciclista                 | Ciclista                 | Equipe                      | Pontos                   |                          |
| ------------------------ | ------------------------ | --------------------------- | ------------------------ | ------------------------ |
| 1.                       | Arnaud Démare            | Groupama-FDJ                | 200 pts                  |                          |
| 2.                       | Pascal Ackermann         | Bora-Hansgrohe              | 187 pts                  |                          |
| 3.                       | Richard Carapaz          | Movistar Team               | 83 pts                   |                          |
| 4.                       | Fausto Masnada           | Androni Giocattoli-Sidermec | 66 pts                   |                          |
| 5.                       | Davide Cimolai           | Israel Cycling Academy      | 50 pts                   |                          |
| 6.                       | Primož Roglič            | Team Jumbo-Visma            | 49 pts                   |                          |
| 7.                       | Damiano Cima             | Nippo-Vini Fantini-Faizanè  | 46 pts                   |                          |
| 8.                       | José Joaquín Rojas       | Movistar Team               | 44 pts                   |                          |
| 9.                       | Mattia Cattaneo          | Androni Giocattoli-Sidermec | 44 pts                   |                          |
| 10.                      | Simon Yates              | Mitchelton-Scott            | 44 pts                   |                          |

### Classificação da montanha(Maglia Azzurra)
| Classificação da montanha | Classificação da montanha | Classificação da montanha   | Classificação da montanha | Classificação da montanha |
| Ciclista                  | Ciclista                  | Equipe                      | Pontos                    |                           |
| ------------------------- | ------------------------- | --------------------------- | ------------------------- | ------------------------- |
| 1.                        | Giulio Ciccone            | Trek-Segafredo              | 229 pts                   |                           |
| 2.                        | Richard Carapaz           | Movistar Team               | 66 pts                    |                           |
| 3.                        | Mattia Cattaneo           | Androni Giocattoli-Sidermec | 53 pts                    |                           |
| 4.                        | Damiano Caruso            | Bahrain-Merida              | 48 pts                    |                           |
| 5.                        | Fausto Masnada            | Androni Giocattoli-Sidermec | 45 pts                    |                           |
| 6.                        | Ilnur Zakarin             | Katusha-Alpecin             | 42 pts                    |                           |
| 7.                        | Gianluca Brambilla        | Trek-Segafredo              | 40 pts                    |                           |
| 8.                        | Dario Cataldo             | Astana                      | 39 pts                    |                           |
| 9.                        | Mikel Nieve               | Mitchelton-Scott            | 37 pts                    |                           |
| 10.                       | Primož Roglič             | Team Jumbo-Visma            | 30 pts                    |                           |

### Classificação dos jovens(Maglia Bianca)
| Classificação dos jovens | Classificação dos jovens | Classificação dos jovens | Classificação dos jovens | Classificação dos jovens |
| Ciclista                 | Ciclista                 | Equipe                   | Tempo                    |                          |
| ------------------------ | ------------------------ | ------------------------ | ------------------------ | ------------------------ |
| 1.                       | Miguel Ángel López       | Astana                   | 70h08m22s                |                          |
| 2.                       | Pavel Sivakov            | Team Ineos               | + 1m34s                  |                          |
| 3.                       | Hugh Carthy              | EF Education First       | + 8m21s                  |                          |
| 4.                       | Valentin Madouas         | Groupama-FDJ             | + 12m04s                 |                          |
| 5.                       | Giulio Ciccone           | Trek-Segafredo           | + 17m29s                 |                          |
| 6.                       | Edward Dunbar            | Team Ineos               | + 29m32s                 |                          |
| 7.                       | Ben O'Connor             | Dimension Data           | + 49m51s                 |                          |
| 8.                       | Lucas Hamilton           | Mitchelton-Scott         | + 56m06s                 |                          |
| 9.                       | Chris Hamilton           | Team Sunweb              | + 1m05s                  |                          |
| 10.                      | Iván Ramiro Sosa         | Team Ineos               | + 1m07s                  |                          |

### Classificação por equipas"Super Team"
| Classificação por equipes | Classificação por equipes   | Classificação por equipes | Classificação por equipes |
| Equipe                    | Equipe                      | Tempo                     |                           |
| ------------------------- | --------------------------- | ------------------------- | ------------------------- |
| 1.                        | Movistar Team               | 210h28m38s                |                           |
| 2.                        | Astana                      | + 24m31s                  |                           |
| 3.                        | Bahrain-Merida              | + 28m32s                  |                           |
| 4.                        | Ineos                       | + 35m37s                  |                           |
| 5.                        | EF Education First          | + 36m16s                  |                           |
| 6.                        | Mitchelton-Scott            | + 54m45s                  |                           |
| 7.                        | Bora-hansgrohe              | + 1h13m54s                |                           |
| 8.                        | Trek-Segafredo              | + 1h21m13s                |                           |
| 9.                        | Androni Giocattoli-Sidermec | + 1h21m24s                |                           |
| 10.                       | UAE Team Emirates           | + 1h34m51s                |                           |

## Abandonos
- Brent Bookwalter, doente, não tomou a saída.[3]
- Tony Gallopin, abandonou durante a etapa.[4]
- Nicola Bagioli, abandonou durante a etapa.